# 高岡コロッケ

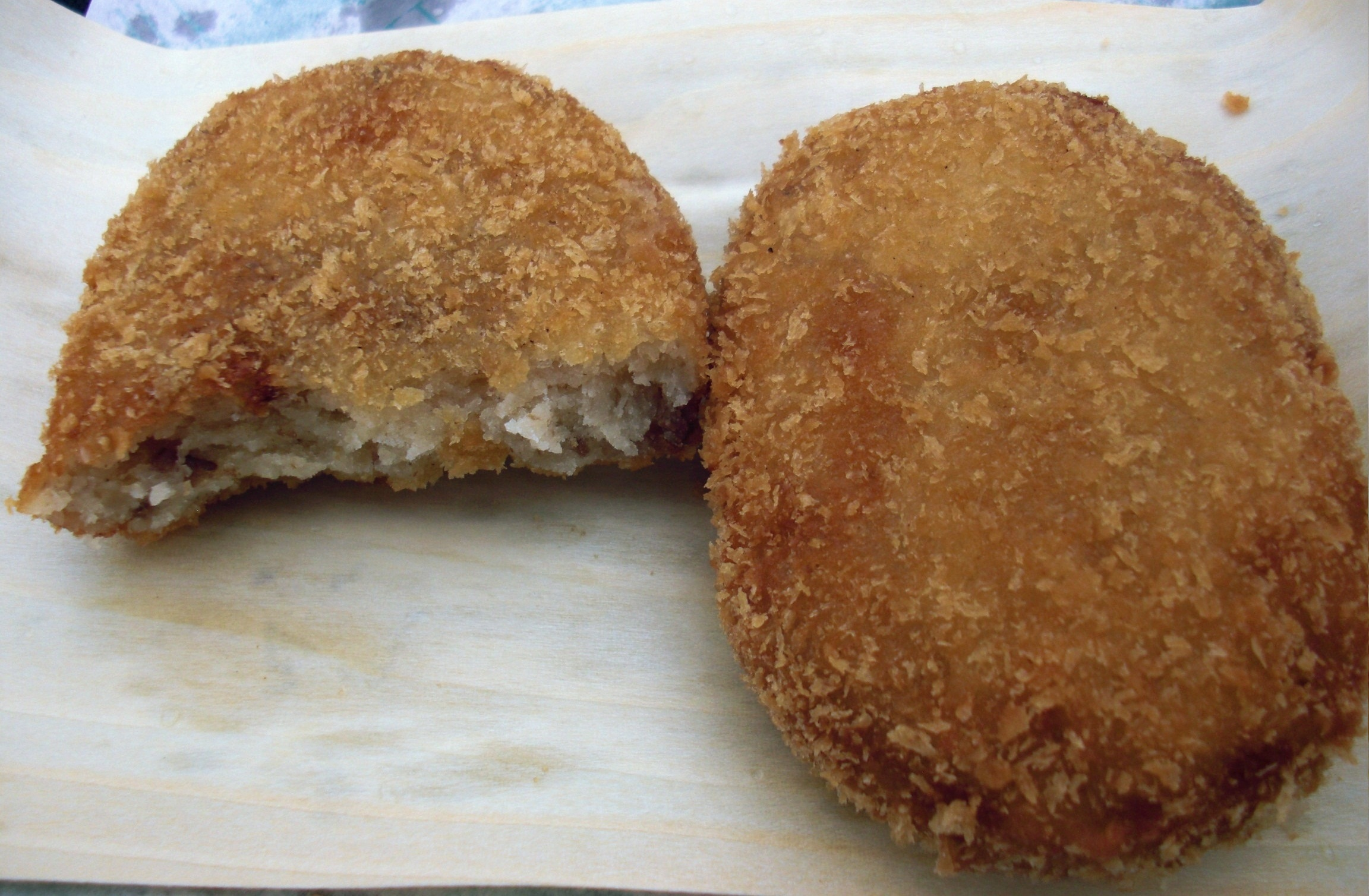
天狗乃肉大手町店（高岡市）のコロッケ

高岡コロッケ（たかおかコロッケ）は、富山県高岡市で販売されているご当地コロッケである。

## 概要
「高岡コロッケ」というレシピは存在しておらず、高岡市内で購入するコロッケ、高岡市内で食べるコロッケが高岡コロッケである。
高岡市がコロッケ消費量が全国有数であることからコロッケで高岡のイメージアップを図ろうと、2004年に高岡市役所の若手職員の有志が運営するホームページ「カラーたかおか」で紹介した。さらにホテルニューオータニ高岡が新作コロッケを作るなどして次第に盛り上がりを見せ、2008年6月に高岡市、高岡商工会議所、富山新聞社などで「高岡コロッケ実行委員会」が発足した。同じくコロッケでまちおこしを進める龍ケ崎市（茨城県）、三島市（静岡県）とともに「三コロ会」を結成し、交流を深めている。
イメージキャラクターとして高岡出身の漫画家藤子・F・不二雄の漫画『キテレツ大百科』のキャラクター「コロ助」（コロッケが大好物）を起用している。
かつて愛Bリーグへ加盟していたことがあったが、高岡市と富山新聞社が主催したB級グルメイベントにおいて、B-1グランプリ出場のご当地グルメの偽物を販売したために他の団体とのトラブルが発生し、B-1グランプリに参加することなく退会した。
2013年11月3日に茨城県龍ケ崎市で開催された「第1回全国コロッケフェスティバル」に新作のコロッケで参加し、来場者による人気投票で1位を獲得した。

## 歴史
高岡市の人口は1987年（昭和62年）以降減少傾向が続いていた。この状況を打開するため91の施策がまとめられたが、その中で総務省が行った2000年と2004年の家計調査から富山市の1世帯当たりのコロッケ消費金額が日本一であり、それ以外の年度でも上位に位置していることが分かった。総務省のデータは富山市のものであったが、富山市が富山県を代表するデータであるならば、高岡市も同様の傾向があると解釈し、高岡市の若手職員有志で「目指せ! コロッケのまち」を合言葉に活動が始まった。
2006年6月、高岡商工会議所110周年を記念して、高岡市、富山新聞社、各団体、市内企業、飲食店などが連携して「高岡コロッケ実行委員会」が設立された。それぞれの加盟店でのぼり旗を立てて、コロッケのまち高岡をアピールすると共に、加盟店を紹介する「高岡コロッケマップ」の作成も行われている。

## まちおこしの効果
街の中心部に店を置く老舗デパートでは、コロッケによるまちおこしが始まってからコロッケの販売量が伸びたとされ、テナントも5店に増えている（2009年時点）。居酒屋などでは中身がチョコレートやアイスクリームといった変り種コロッケも登場しており、コロッケの層が厚くなった証しと推察されている。
郊外の大型食品スーパーでは、デリカテッセンの広い売場が設置されているが、その5分の1ほどのスペースがコロッケの販売となっている。チラシ広告では、コロッケが特売の目玉商品になることもあり、コロッケが特売の目玉になるのは日本全国でも珍しい。

## 高岡コロッケの例
上述のように高岡コロッケのレシピには規定が無いため、富山湾で獲れたシラエビを使った「白エビコロッケ」(富山湾でとれる白エビを売りにしたコロッケ)、氷見牛を使った「氷見コロッケ」、「牛肉コロッケ」などもある。

### 高岡大仏コロッケ
高岡大仏コロッケは2005年にインサイトが開発したコロッケ。直径14センチメートルほどの大きなコロッケであり、高岡大仏にあやかって命名されている。
開発当時、高岡を代表するような有名なグルメがなかったことから、高岡を代表する名物料理として開発された。
大仏コロッケは普及を目的として、著作権フリーとなっており、インサイト以外でも「大仏コロッケ」の名称で取り扱うことのできる商品となっている。
カレーハウスCoCo壱番屋高岡横田本町店では店舗限定メニューとして「高岡大仏コロッケカレー」を販売している。
2024年2月にはローソンストア100で「でかっ! 高岡大仏コロッケ弁当」が発売された。

### 紫イモコロッケ
紫イモコロッケは、高岡市内のレストラン「天の川倶楽部 南条」が開発したコロッケ。
富山新聞社が高岡コロッケを使ったまちおこしをしているという話を聞きつけて、開発された。ムラサキイモ（サツマイモの紫色の品種）とタマネギを用い、肉が入っていないのが特徴のコロッケである。
南条では、紫イモコロッケを使った「コロッケ定食」も提供されている。

### 丸長精肉店
50年以上親しまれている精肉店で、様々な惣菜も売られている。「コロッケ」が人気。

### 天狗乃肉 林本店
ブランド牛や希少部位などを販売する高級精肉店。
越中万葉牛を用いた「越中万葉牛ゴロゴロコロッケ」や「チキンチーズコロッケ」、「お肉屋さんのコロッケ」などを販売している。
越中万葉牛ゴロゴロコロッケはメンチカツと呼んでもよいような量の牛肉とジャガイモを用いたコロッケ。

### アルペーゼ
「コロッケカフェ」を掲げる店。
コロッケの他にスイーツや雑貨、ドリンク類なども販売されており、イートインも可能。
「ふつうコロッケ」、「ハンバーグコロッケ」のほか、「チキンライスコロッケ」や「高菜おにぎりコロッケ」といった創作系コロッケも販売している。